# Jacques Thuillier
Jacques Thuillier (* 18. März 1928 in Vaucouleurs; † 18. Oktober 2011 in Paris) war ein französischer Kunsthistoriker.

## Leben und Werk
Jacques Thuillier entstammte einer alten lothringischen Familie von Marchéville. Der Sohn eines Lehrers besuchte die Schule in Nevers. Nach Abschluss des Studiums an der École normale supérieure 1954 folgten Stipendienjahre in Rom und an der Fondation Thiers in Paris. An der Sorbonne unterrichtete er ab 1956 als Lehrbeauftragter und dann als Assistent. Er wurde 1962 Professor an der Universität Dijon. Ab 1970 lehrte er wieder an der Sorbonne als Professor für Kunst der Neuzeit und neuester Zeit zurück. Im Jahr 1977 wurde er in das Collège de France gewählt, wo er bis zu seiner Emeritierung 1998 Geschichte der französischen Kunst lehrte. Ab Oktober 1998 war er dort Honorarprofessor. Er war Mitglied im Centre national de la recherche scientifique, ab 1991 Mitglied im Conseil artistique des Musèes Nationaux und schließlich ab 1998 Mitglied im Haut Comité des célébrations nationales. Im Comité international d’histoire de l’art (CIHA), dem Weltverband der Kunsthistoriker, war er von 1964 bis 1968 als secrétaire scientiique adjoint (stellvertretender wissenschaftlicher Sekretär) und dann als 1983 als secrétaire scientiique (wissenschaftlicher Sekretär). In dieser Funktion hatte er bedeutenden Anteil an der Entwicklung der internationalen Kongresse. Die Fachzeitschriften Art de France und Revue d’Art wurden wesentlich auf sein Bestreben begründet.
Sein Forschungsschwerpunkt war die französische Malerei des 17. und 18. Jahrhunderts. Zahlreiche Studien zu führenden Malern veröffentlichte er zu dieser Epoche, darunter 1969 zu Nicolas Poussin ein Standardwerk. Weitere Arbeiten widmeten sich Georges de la Tour, Nicolas Poussin und Jean-Honoré Fragonard. Außerdem veröffentlichte er eine Geschichte der französischen Malerei und schließlich eine Geschichte der Kunst. Sein Wissen stellte er auch der Denkmalpflege zur Verfügung. Bei der Renovierung der Galerie des Glaces im Schloss Versailles war er Mitglied des internationalen wissenschaftlichen Komitees. Bereits in den 1960er Jahren setzte er sich für den Einsatz von Computern in der Malerei ein. Dabei kam es zu einer Zusammenarbeit mit der Getty Foundation in Los Angeles.
Für seine Forschungen wurden ihm zahlreiche Auszeichnungen verliehen. Er wurde als Offizier in die französische Ehrenlegion aufgenommen. Ihm wurde der Ordre national du Mérite im Range eines Großoffiziers (Grand officier) und Komturs (Commandeur) verliehen. Ihm wurde der Grand Prix d’histoire de la Ville de Paris (1991), der Grand Prix national d’histoire (1994) und der Grand Prix d’histoire Chateaubriand (2002) verliehen.

## Schriften
- Nicolas Poussin. Flammarion, Paris 1994, ISBN 2-08-012513-3.
- Georges de La Tour. Flammarion, Paris 1992, ISBN 2-08-011383-6.
- Théorie générale de l’histoire de l’art. Jacob, Paris 2003, ISBN 2-7381-1308-7.
- Histoire de l’art. Flammarion, Paris 1994, ISBN 2-08-012535-4.